# Weywot
Weywot, tidigare känd som S/2007 (50000) 1 är en måne till det transneptunska objektet 50000 Quaoar. Den upptäcktes den 14 februari 2006 av M. E. Brown och T.-A. Suer med hjälp av Rymdteleskopet Hubble.
Månen har fått sitt namn efter Tongvafolkets himmelsgud. Weywot är son till Quaoar.